# Dundalk FC
Dundalk Football Club, irsky Cumann Peile Dhún Dealgan, je irský fotbalový klub z města Dundalk v hrabství Louth. Založen byl roku 1903. Je druhým nejúspěšnějším klubem irské ligy, vyhrál ji devětkrát (1932–33, 1962–63, 1966–67, 1975–76, 1978–79, 1981–82, 1987–88, 1990–91, 1994–95). Rovněž devětkrát získal (druhý) irský pohár, FAI Cup (1942, 1949, 1952, 1958, 1977, 1979, 1981, 1988, 2002). Mnohokrát se zúčastnil evropských pohárů, zatím však bez většího úspěchu.

## Bilance v evropských pohárech
| Soutěž                   | Počet zápasů | Výhry | Remízy | Prohry | Vstřelené g. | Obdržené g. |
| ------------------------ | ------------ | ----- | ------ | ------ | ------------ | ----------- |
| Pohár mistrů/Liga mistrů | 18           | 3     | 4      | 11     | 13           | 41          |
| Pohár vítězů pohárů      | 8            | 2     | 1      | 5      | 7            | 14          |
| Pohár UEFA/Evropská liga | 18           | 2     | 3      | 13     | 9            | 56          |